# Consiliul Evreiesc Central
Fülöp Freudiger a fost unul din liderii marcanți și foarte activi ai evreilor din Ungaria. El a crezut, până aproape de sfârșitul războiului, că evreimea maghiară trecea prin momente grele, dar că nu putea fi anihilată așa cum se întâmplase cu alte comunități evreiești europene. Freudiger făcea parte dintr-un grup de conducatori evrei care s-a lansat într-o acțiune îndrăzneață: cum conducerea maghiară nu reacționa la demersurile liderilor evrei, atunci urmau a fi abordați șefii SS-isti, pentru ajunge la anumite aranjamente. Naivitate care a reprezentat cea mai mare greșeală din istoria evreimii maghiare. Freudiger făcea parte din Consiliul Evreiesc Central, forumul suprem al evreimii maghiare și al Transilvaniei de Nord. Prin rabinul Michael Dov Weissmandel și Gisi Fleischmann, responsabili ai Grupului Muncitoresc al Consiliului Evreiesc din Bratislava, Freudiger stabilise contacte cu câțiva ofițeri SS de rang din Sonderkommando-ul lui Eichmann, staționați Budapesta, între care însuși Dieter Wisliceny. Rabinul ceh Weissmandel reușise să-l mituiască pe Wisliceny când acesta se ocupa de lichidarea evreilor slovaci. Mita a fost atât de mare, încât deportările chiar încetară în Slovacia. Freudiger l-a contactat pe Wisliceny și a reușit să salveze un număr de 80 de evrei proeminenți din ghetourile maghiare. Negocierile cu SS-ul, în special cu Wisliceny, urmate de mită uriașă, au fost continuate de evreul clujean Kasztner Resző și de Joel Brand, doi membri marcanți ai Consiliului evreiesc maghiar și ai "Vaadah"-ului (Comitetul de Salvare și Ajutorare). Freudiger stabilise niște legături "aproape prietenești" cu criminalul SS-ist. E aproape sigur că Wisliceny, care lucra uneori direct cu Himmler si Eichmann, i-a comunicat lui Freudiger, la începutul lunii august 1944, că viața îi este în primejdie și că ar trebui să dispară imediat din Budapesta. Așa s-ar putea explica fuga lui Freudiger la București. Relatând povestea lui Freudiger, istoricul israelian Iaakov Geller scrie că România mareșalului Ion Antonescu ținea, uneori, "poarta deschisă" pentru refugiații evrei care se ascundeau de furia criminală a lui Eichmann.